# Jean Beaufort (1er comte de Somerset)
Pour les articles homonymes, voir Jean Beaufort, Maison de Beaufort et Beaufort.
Titres
Marquis de Somerset
29 septembre 1397 – 6 octobre 1399
(2 ans et 7 jours)
Marquis de Dorset
29 septembre 1397 – 6 octobre 1399
(2 ans et 7 jours)
Comte de Somerset
10 février 1397 – 16 mars 1410
(13 ans, 1 mois et 6 jours)
Jean Beaufort (vers 1373 – 16 mars 1410), 1er comte de Somerset (1397-1410), marquis de Dorset et marquis de Somerset (1397-1399), était le fils aîné de Jean de Gand, duc de Lancastre et de sa maîtresse Katherine Swynford de Roet (1350 – 1403).

## Biographie
Il naquit en 1373 et son surnom fait probablement référence à son lieu de naissance, le château de Beaufort, en Champagne semble-t-il. Jean de Gand obtint de son neveu Richard II la légitimation de ses enfants nés de Katherine Swynford, mais l'acte stipula qu'ils ne pouvaient pas être inclus dans l'ordre de succession au trône, bien que petit-fils d'Édouard III. On pense qu'il s'agissait d'un acte privé, car le duc obtint en janvier 1397 une déclaration semblable du Parlement. Quelques mois auparavant, Jean de Gand avait épousé sa maîtresse, probablement dans le but de déclarer publiquement la légitimité de ses enfants. Un descendant de Jean Beaufort montera cependant sur le trône, en la personne de son arrière-petit-fils Henri Tudor qui deviendra Henri VII après la bataille de Bosworth.
Jean Beaufort fut créé comte de Somerset le 10 février 1397. Le 28 septembre 1397, il épouse Marguerite Holland (1385 † 1439), fille de Thomas Holland, comte de Kent. Le 29 septembre, il est créé marquis de Dorset et marquis de Somerset. La même année, il fut reçu dans l'Ordre de la Jarretière. Son titre de marquis fut révoqué en 1399 après l'avènement d'Henri IV et il fut simplement comte de Somerset. En 1404 il est nommé connétable d'Angleterre. Il mourut le 16 mars 1410 à l'Hopital de Sainte-Catherine, près de la Tour de Londres. Il fut inhumé dans la chapelle Saint-Michel, à la cathédrale de Canterbury.

## Famille et descendance
Il épouse Marguerite Holland (1385 – 1439), fille de Thomas Holland (1350-1397), 2e comte de Kent, et d'Alice FitzAlan (v. 1350-1416), fille de Richard (II) Fitzalan, 3e comte d'Arundel. Ils ont pour descendance :
- Henri Beaufort (1401-1418), comte de Somerset
- Jean Beaufort (vers 1403-1444), duc de Somerset, marié à Marguerite Beauchamp († 1482) : grands-parents maternels d'Henri VII Tudor.
- Jeanne Beaufort (vers 1404-1445), mariée en 1424 à Jacques Ier (1394-1437), roi d'Écosse, puis en 1439 à Jacques Stuart, seigneur de Lorn.
- Thomas Beaufort (vers 1405-1431).
- Edmond Beaufort (vers 1406-1455), duc de Somerset marié à Éléonore de Beauchamp
- Marguerite Beaufort (vers 1409-1449), mariée à Thomas de Courtenay, comte de Devon

## Sources
- Charles VI le roi fou de Françoise Autrand
- Généalogie des rois et des princes de Jean-Charles Volkmann Edit. Jean-Paul Gisserot (1998)

- (en) Cet article est partiellement ou en totalité issu de l’article de Wikipédia en anglais intitulé « John Beaufort, 1st Earl of Somerset » (voir la liste des auteurs).